# Janhit Morcha
Janhit Morcha, politiskt parti i Indien grundat av 2002 Vidya Sagar (Himachal Pradeshs f.d. jordbruksminister), som brutit med BJP. I delstatsvalet i Himachal Pradesh 2003 ställde Vidya Sagar upp som kandidat i Kangra, och kom på tredjeplats med 9 882 (20,41%). Det är oklart ifall partiet finns kvar i dag, eller om det återförenats med BJP.